# Полимастия
Дополнительная грудь, также известная как полимастия, или mammae erraticae — состояние наличия дополнительной груди. Дополнительная грудь может появиться с сосками или ареолами или без них. Это состояние и форма атавизма, которые наиболее распространены у мужчин и часто не лечатся, поскольку в основном безвредны. В последние годы многие пострадавшие женщины перенесли пластическую операцию по удалению дополнительной груди по чисто эстетическим причинам.
Подобное этому состояние, при котором образуются дополнительные соски, называется «лишним соском» или «полителией».

## Описание
В некоторых случаях дополнительная грудь может быть не видна на поверхности тела. В этих случаях их внешний вид можно отличить от нормальной ткани молочной железы с помощью МРТ. В других случаях известно, что добавочная грудь лактируется, как показано на рисунке, показывающем ребенка, кормящегося через эктопическую ткань молочной железы на латеральной поверхности бедра.

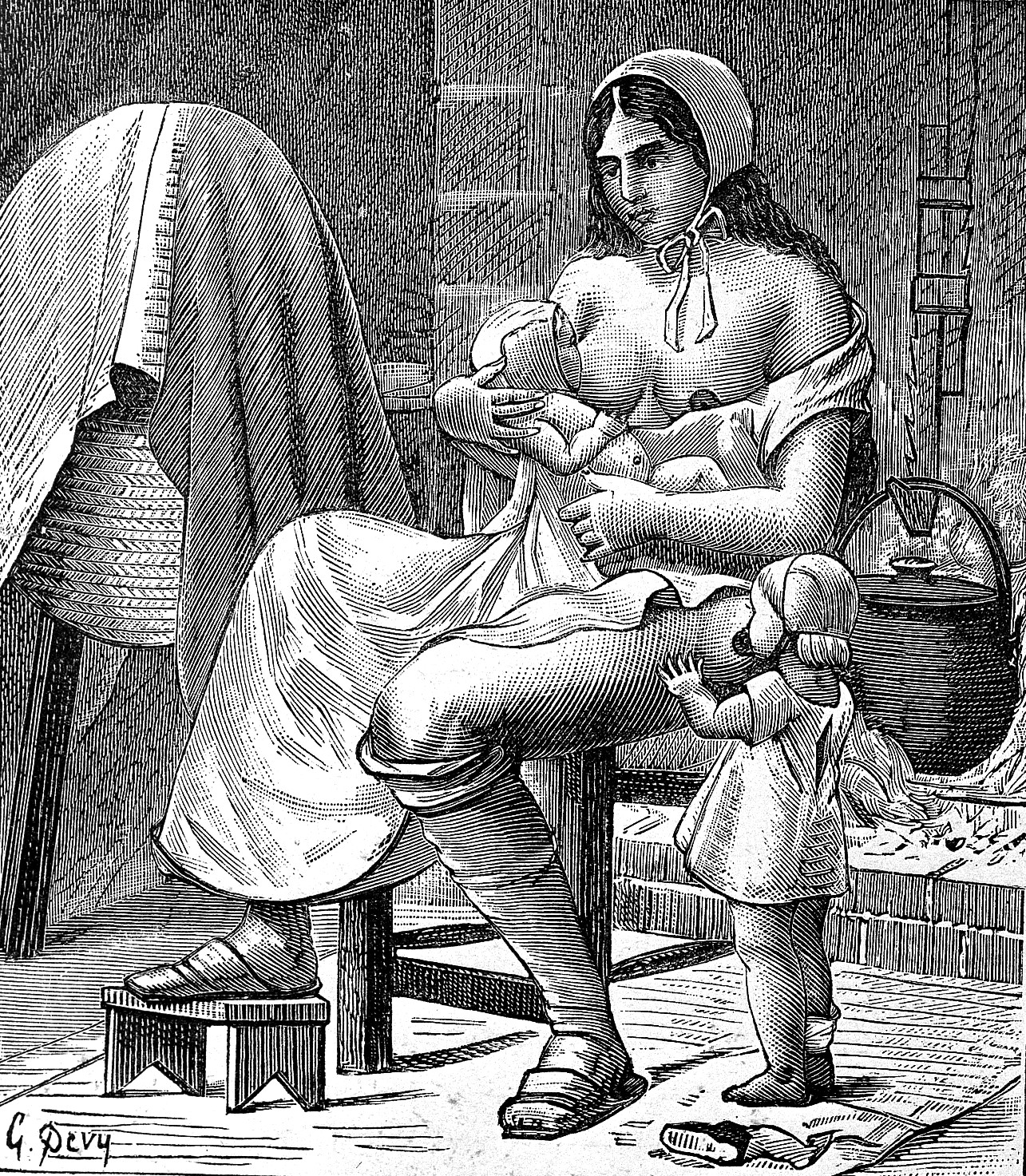
Женщина с дополнительной лактирующей грудью на бедре

Есть некоторые свидетельства того, что это состояние может быть более распространённым среди представителей коренных народов Америки.

## Процесс
Полимастия обычно возникает в утробе матери во время развития. Во время нормального развития ткань молочной железы будет развиваться вдоль молочной линии, а дополнительная ткань будет распадаться и всасываться в организм. Полимастия возникает, когда дополнительная ткань не распадается до рождения. Это состояние может передаваться по наследству.